# Arthur Dillon (1670-1733)
Pour les articles homonymes, voir Arthur Dillon et Dillon.
Arthur Dillon, né en 1670 dans le comté de Roscommon (Irlande), mort en 1733, est un officier irlandais jacobite passé au service de la France après la seconde révolution anglaise et la chute de Jacques II d'Angleterre. 

## Biographie
Il est issu d'une famille noble irlandaise combattant aux côtés de Jacques II dans les années 1680. Il est le fils de Theobald, vicomte Dillon (mort en 1691).
En 1690, après la défaite de l'armée jacobite à Limerick, un certain nombre de régiments irlandais partent en France où ils sont reformés dans le cadre de la Brigade irlandaise créée par Louis XIV. Arthur Dillon commande un de ces régiments, qui porte son nom et qui a été levé aux frais de son père.
Il devient maréchal de camp à 34 ans et lieutenant général à 36 ans. Il fait les campagnes de Louis-Joseph de Vendôme en Espagne, de François de Neufville de Villeroy en Italie, sert sous Claude Louis Hector de Villars (1708), sous Jacques Fitz-James de Berwick (1709), et s'empara en 1713 de Kaiserslautern. 
De 1717 à 1725, il est ambassadeur à Paris de Jacques François Stuart, héritier des trônes d'Angleterre, d'Écosse et d'Irlande. Ce dernier lui donne les titres de vicomte Dillon (1717) et comte Dillon (1721), dans la pairie jacobite.
Il est le père d'Arthur Richard Dillon, ecclésiastique, et le grand-père d'Arthur Dillon, officier de l'armée française à la fin de l'Ancien Régime.
Des rumeurs circulèrent faisant de lui l'un des premiers amants de Claudine Guérin de Tencin, alors que celle-ci se trouvait encore au couvent de Montfleury (1708).

### Source
Cet article comprend des extraits du Dictionnaire Bouillet. Il est possible de supprimer cette indication, si le texte reflète le savoir actuel sur ce thème, si les sources sont citées, s'il satisfait aux exigences linguistiques actuelles et s'il ne contient pas de propos qui vont à l'encontre des règles de neutralité de Wikipédia.